# Kočovce
Kočovce es un municipio del distrito de Nové Mesto nad Váhom en la región de Trenčín, Eslovaquia, con una población estimada a final del año 2024 de 1845 habitantes.
Se encuentra ubicado al oeste de la región, cerca del río Váh (cuenca hidrográfica del Danubio) y de la frontera con la región de Trnava y la República Checa.

## Demografía
| Año        | 1994 | 2004    | 2014    | 2024     |
| ---------- | ---- | ------- | ------- | -------- |
| Población  | 1359 | 1399    | 1501    | 1845     |
| Diferencia |      | +2,94 % | +7,29 % | +22,91 % |

| Año        | 2023 | 2024    |
| ---------- | ---- | ------- |
| Población  | 1795 | 1845    |
| Diferencia |      | +2,78 % |